# Quảng trường Denfert-Rochereau
| Quảng trường · Denfert-Rochereau    | Quảng trường · Denfert-Rochereau |
| ----------------------------------- | -------------------------------- |
|                                     |                                  |
| Quận                                | Quận 14                          |
| Chiều dài                           | 220 m                            |
| Chiều rộng                          | 145 m                            |
| Khánh thành                         | 1760-1789                        |
| Đặt tên                             | 16 tháng 8 năm 1789              |
|                                     |                                  |
|                                     |                                  |
| Bức tượng sư tử ở giữa quảng trường |                                  |

Quảng trường Denfert-Rochereau nằm ở phía Nam thành phố Paris, Quận 14. Thuộc khu phố Montparnasse, Denfert-Rochereau là một trong những quảng trường lớn của thành phố.
| Métro Paris | Bến tàu điện ngầm: Denfert-Rochereau |

## Quảng trường Denfert-Rochereau
Quảng trường Denfert-Rochereau dài 220 mét, rộng 145 mét. Ở giữa quảng trường là bức tượng Con sư tử Belfort, ở bên còn có ba khu vườn nhỏ. Gần quảng trường, bên số lẻ của đại lộ René-Coty có lối vào Hầm mộ Paris. Không xa quảng trường còn có nghĩa trang Montparnasse, nơi yên nghỉ của rất nhiều nhân vật nổi tiếng.
Quảng trường Denfert-Rochereau cũng thường là điểm đích hoặc xuất phát của các cuộc biểu tình, diễu hành. Denfert-Rochereau còn là bối cảnh cho cảnh một hồi ba của vở opera La Bohème của tác giả người Ý Giacomo Puccini.

## Lịch sử
Vào đầu thế kỷ 18, vị trí của quảng trường Denfert-Rochereau vẫn nằm ngoài Paris. Năm 1784, quảng trường được quy hoạch khi xây dựng bức tường Thuế quan (Mur des Fermiers généraux) để kiểm soát hàng hóa vào thành phố. Hai tòa nhà trạm thuế được xây dựng. Rào chắn Enfer (Barrière d'Enfer) của trạm thuế có được nhắc đến trong tác phẩm Những người khốn khổ của Victor Hugo. Tên được đặt ban đầu là Quảng trường Enfer, nơi đây là điểm đến của đại lộ Saint-Jacques, đại lộ Enfer (ngày nay là phố Denfert-Rochereau), đại lộ Orléans (ngày nay là đại lộ Général Leclerc) và một con phố nữa, hiện nay là phố Froidevaux.
Tới nửa sau thế kỷ 19, hai con đường nữa được quy hoạch nối đến quảng trường là đại lộ Arago và đại lộ Montsouris, ngày nay là đại lộ René Coty. Ngày 16 tháng 8 năm 1879, quảng trường đổi thành Quảng trường Denfert-Rochereau, theo tên vị đại tá Pierre Philippe Denfert-Rochereau, anh hùng của thành Belfort trong cuộc chiến tranh Pháp-Phổ. Trong tiếng Pháp, quảng trường Enfer (place d'Enfer) và quảng trường Denfert (place Denfert) được phát âm giống nhau.
Tác phẩm điêu khắc đặt giữa quảng trường là con sư tử Belfort. Đây là bản sao của bức tượng tại Belfort, tưởng niệm trận chiến của đại tá Denfert-Rochereau. Bức tượng được nhà điêu khắc Frédéric-Auguste Bartholdi, cũng là tác giả bản chính, thực hiện vào năm 1879. Con sư tử Belfort trên quảng trường Denfert-Rochereau dài 22 m, cao 11 m. Frédéric-Auguste Bartholdi cũng là tác giả bức tượng Nữ thần Tự Do ở New York và bản sao đặt trên đảo Île aux Cygnes.

## Giao thông
Cũng như các quảng trường lớn khác, Denfert-Rochereau là điểm giao thông quan trọng của phía Nam Paris. Trạm giao thông ở đây là bến Denfert-Rochereau, giao của RER tuyến B và các tuyến tàu điện ngầm số 4 và 6. Quảng trường cũng là điểm gặp nhau của các con đường:
- Đại lộ Raspail
- Phố Froidevaux
- Phố Grancey
- Đại lộ Général Leclerc
- Đại lộ René-Coty
- Đại lộ Saint-Jacques
- Đại lộ Arago
- Đại lộ Denfert-Rochereau
- Đại lộ Colonel-Rol-Tanguy